# مكتبة الحرم المكي الشريف

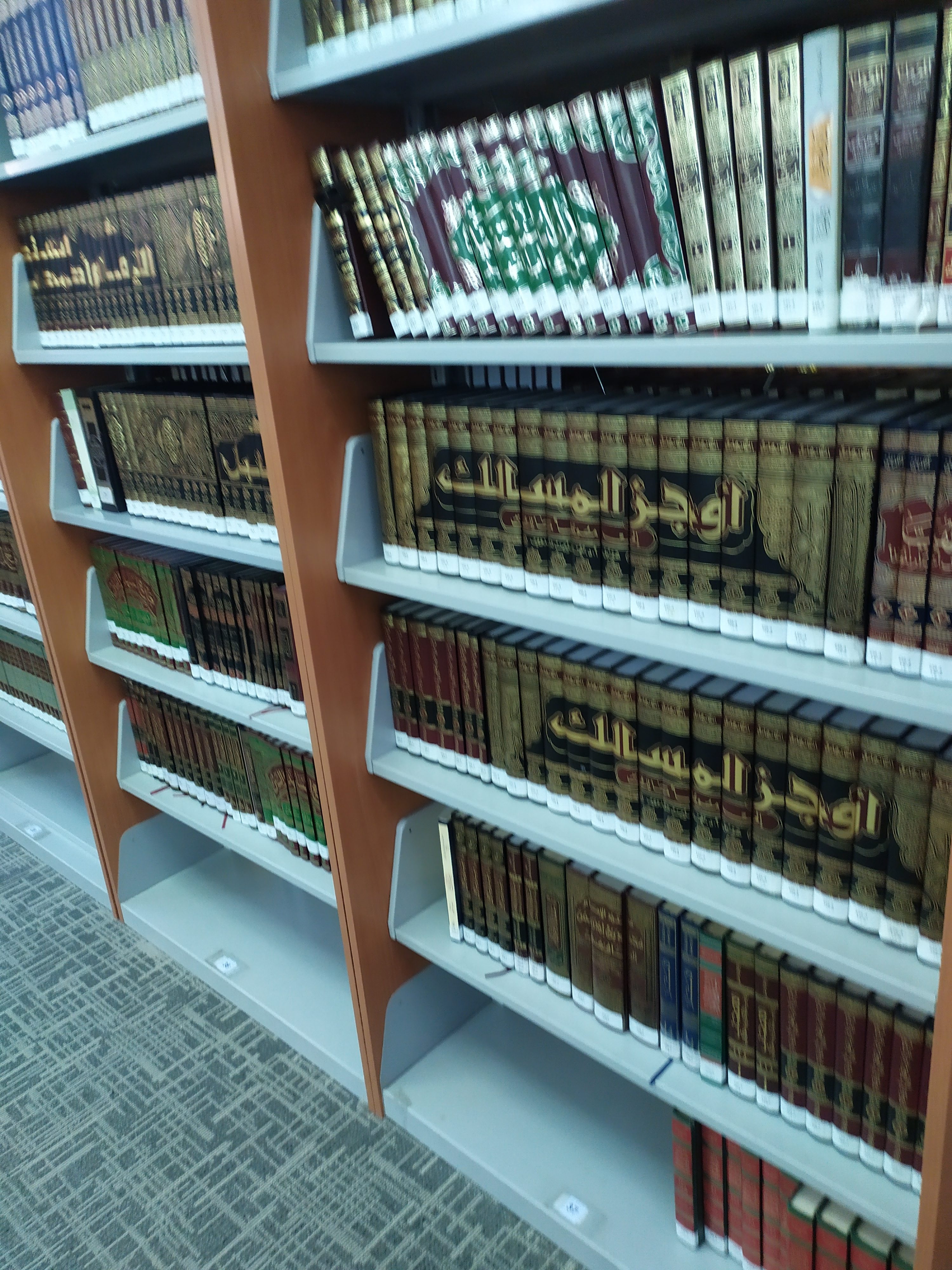
صور من مكتبة الحرم المكي الشريف في المسجد الحرام

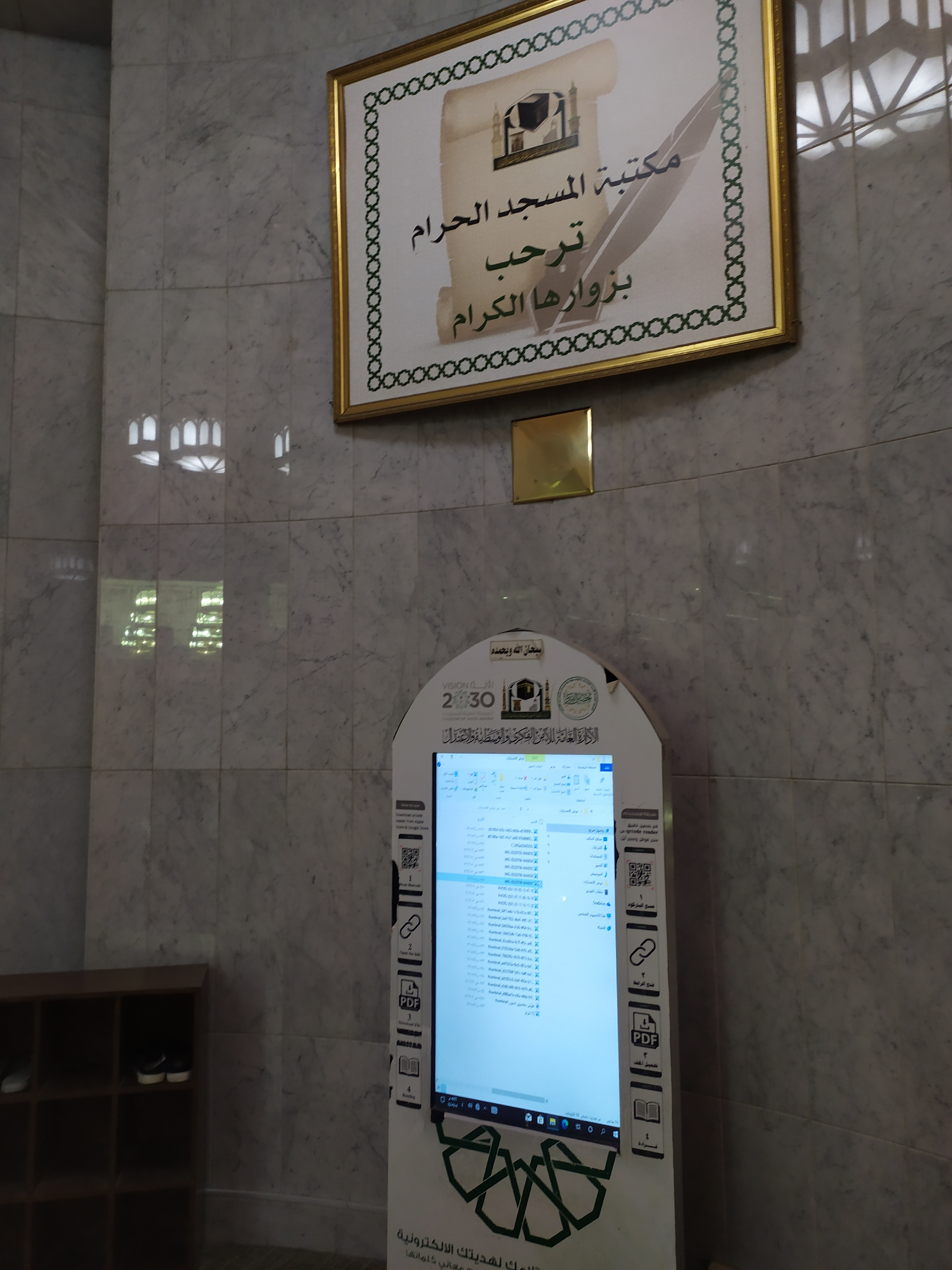
مكتبة المسجد الحرام في مكة المكرمة

مكتبة الحرم المكي الشريف هي مكتبة من المكتبات المهمة في التاريخ الإسلامي، والتي تعد من أقدم المكتبات في العالم الإسلامي، تضم المكتبة أكثر من 350 ألفًا من أندر الكتب والمخطوطات.

## لمحة تاريخية
يعود إنشاء مكتبة الحرم المكي الشريف إلى القرن الثاني الهجري في عهد الخليفة العباسي محمد المهدي عام 160 هـ، ويرجع تسميتها بمكتبة الحرم المكي الشريف إلى الملك عبد العزيز، فقد شكل لجنة من علماء مكة المكرمة لدراسة أوضاعها وتنظيمها بما يتفق مع مكانتها وأهميتها وأسست في عهد الملك عبد العزيز عام 1357 هـ، كانت نواة مكتبة الحرم المكي إحدى قباب الحرم التي خصصت في ذلك الوقت لحفظ المصاحف التي ترد إلى الحرم المكي وبمرور الأيام نمت مجموعاتها حتى انتقلت إلى خارج الحرم. وتعد المرة الأولى التي تنقل فيها إلى خارج الحرم عام 1375هـ وكانت تابعة لوزارة الحج (وزارة الحج والعمرة حاليا) حتى عام 1385هـ بعدها انضمت إلى الرئاسة العامة للإشراف الديني بالمسجد الحرام حتى تغير اسمها الرئاسة العامة لشؤون المسجد الحرام والمسجد النبوي وأصبحت مكتبة عامة تقدم خدماتها لطلاب وطالبات العلم  ويعتبر مبناها الذي أنشئ في عام 1391هـ أول مبنى للمكتبة، وقد تمت إزالته في عام 1412هـ في التوسعة التاريخية للملك فهد بن عبد العزيز آل سعود.
وتوجد المكتبة اليوم في حي بطحاء قريش أحد احياء مكة المكرمة، وتقدم العديد من الأنشطة الثقافية والتوعوية، وتم افتتاح قسم مكتبة الطفل التابع لمكتبة الحرم المكي الشريف سنة 1436 هـ،

## محتويات المكتبة

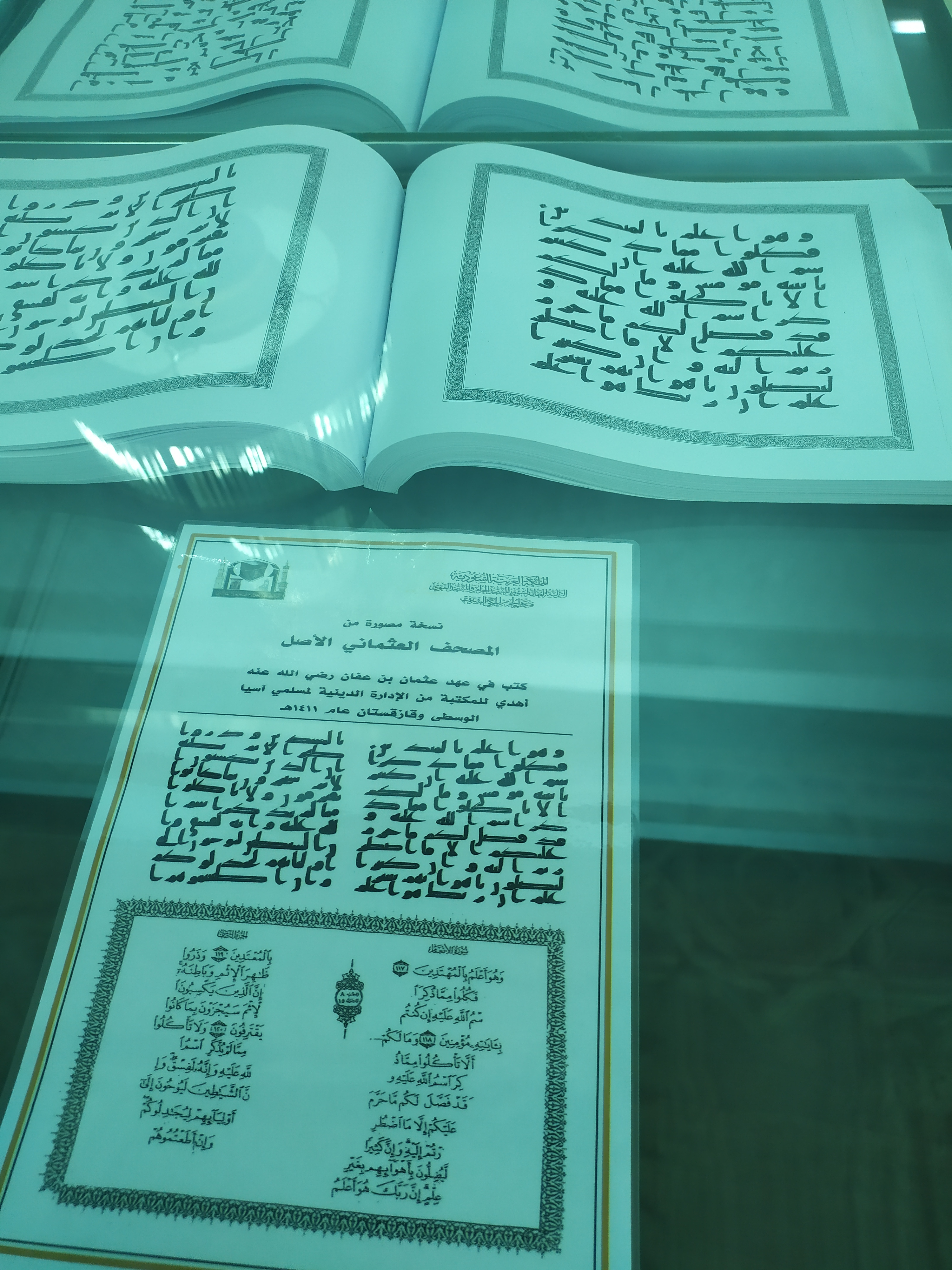
صور مخطوطات تاريخية من مكتبة الحرم المكي الشريف في المسجد الحرام

بلغ رصيد المكتبة 6842 مخطوطاً أصلياً، و 2634 مصوراً عربياً وأعجمياً، ومجموعة من المصادر المعلوماتية تقدر بأكثر من 200000 كتاب، وأكثر من 7000 كتاب نادر، وأكثر من 40 ألف شريط لخطب ودروس المسجد الحرام.
وتضم المكتبة قسم للمخطوطات النادرة تعود إلى فترات زمنية مختلفة، تصل إلى خمسة آلاف مخطوطة أصلية منها ألفا مخطوطة مصورة على الورق، ومن أهم محتوياته التي منها:
1. العلم الزاخر في أحوال الأوائل والأواخر لمؤلفه مصطفى حسن الهاشمي المتوفى عام 999 هـ.
2. كتاب الفهرست لمحمد بن إسحاق المعروف بابن النديم والمتوفى عام 438 هـ.
3. الغلانيات أو فوائد البزار: ويعد من أقدم مخطوطات المكتبة حيث يرجع تاريخ نسخه إلى أوائل القرن الخامس الهجري، ألفه محمد بن إبراهيم غيلان بن عبد الله البزار المتوفى سنة 440 هـ، تتكون المخطوطة من أحد عشر جزءا في مجلد واحد.
4. مجمع البحرين للهيثمي: وهي النسخة الوحيدة الكاملة في العالم، حيث توجد نسخة أخرى ناقصة في المكتبة الظاهرية بدمشق.
5. مسند الموطأ لأبي القاسم عبد الرحمن بن عبد الله النافعي المتوفى سنة 385 هـ، ويعود تاريخ نسخه إلى عام 693 هـ.
6. الفروسية والمناصب الحربية لنجم الدين حسن بن الرماح المتوفى سنة 780 هـ.
7. الدرة الثمينة في فضل المدينة لابن النجار المتوفى سنة 643 هـ.
8. لسان العرب لمحمد بن مكرم بن علي ابن منظور المتوفى عام 711 هـ.
9. قرة العيون في أخبار اليمن الميمون لعبد الرحمن الربيع المتوفى سنة 944 هـ.
10. نسخة مصورة من المصحف العثماني الذي كتب في عهد الخليفة عثمان بن عفان: أهديت لمكتبة الحرم من الإدارة الدينية لمسلمي اسيا الوسطى وكازاخستان عام 1411 هـ.

## موقع المكتبة وأقسامها
تنقلت المكتبة في عدة مواقع فمن موقع مستأجر بحي جرول بعد توسعة الحرم المكي إلى موقع حديث خاص بها أمام باب الملك عبد العزيز، غير أن توسعة الحرم المكي الشريف أدت إلى إزالة المبنى فتم نقلها إلى جرول، ثم استؤجر لها بشارع المنصور ومن ثم بمبنى ضخم في العزيزية بمكة المكرمة، واستقرت في 2019م بمبنى في حي بطحاء قريش يتكون من 13 طابقاً بمساحة أرضية بلغت 2066 متر مربع، وثلاثة مداخل أمامية للرجال ومداخل للنساء، وبوابات خاصة بالمواقف السفلية، وسبع قاعات اطلاع، ومكتبة الطفل ومكاتب إدارية وقاعة اجتماعات، وقاعات تدريب ومكتب مساند للإدارة العامة لأكاديمية المسجد الحرام، ومركز مساند لتقنية المعلومات ومركز للبحث العلمي وإحياء التراث الإسلامي، وإدارة للمطبوعات والنشر وإدارة للإنتاج الصوتي والمرئي التوجيهي، ومكتب مساند لإدارة الأمن والسلامة، ومكتب مساند لإدارة التطهير والسجاد. وتضم المكتبة عدة أقسام هي:
1. قسم الخدمة المكتبية: يشرف على قاعة الاطلاع التي تستقبل المطالعين على اختلاف مستوياتهم حيث يتم خدمتهم ومساعدتهم في تلبية حاجاتهم بالوصول لمبتغاهم من الكتب بين الرفوف التي تبلغ مجموعها ما يزيد على 100.000 عنوان.
2. قسم المخطوطات: يقوم القسم بخدمة الباحثين والمحققين، بمساعدتهم في الوصول إلى المخطوطات، ويضم القسم حوالي ستة آلاف وثمانمائة وسبعة وأربعين مخطوطا أصليا، وثلاثمائة وثمانية وخمسين مخطوطا غير عربي، وألفين وثلاثمائة وأربعة عشر مخطوطا مصورا، ومجموعة من الرسائل العلمية، وفهارس لبعض مخطوطات المكتبات العالمية والعربية
3. قسم الدوريات: يقوم القسم بعرض الصحف والمجلات المحلية والعربية الحديثة للمطالعين والزوار، كما يقوم بتوفير مجموعات الدوريات العربية والعلمية الحديثة والقديمة وكشافات لها، كما يقوم بتكشيف لأهم موضوعات الصحف والمجلات.
4. قسم المكتبة الصوتية: يقوم القسم بتسجيل الأشرطة للزوار والمطالعين من المواعظ والخطب والدروس العلمية التي تلقى في الحرم المكي، وهي تربو على ثمانين ألف شريط.
5. قسم الميكروفيلم: يقوم القسم بتمكين الزوار والمطالعين من مشاهدة الأفلام الخاصة بالمخطوطات والصحف القديمة على أجهزة القراءة الموجودة بالقسم، ويضم أكثر من خمسة آلاف وستمائة وواحد وسبعين فيلما.
6. قسم التصوير الميكروفيلمي: مهمته تصوير المخطوطات الأصلية على أفلام، ومن ثم تحويل تلك الأفلام إلى نسخ ورقية لمن يطلبها من الباحثين وطلاب العلم، وقد تم لاحقا تصوير جميع مخطوطات المكتبة تصويرا فوتوغرافيا، وحفظها كومبيوتريا.
7. جناح الحرمين الشريفين: يعرض في هذا الجناح كل ما له علاقة بالحرمين الشريفين من صور قديمة وحديثة أو خرائط أو كتب أو مخطوطات للمطالعين والزوار.
8. قسم النساء: يقوم بخدمة المطالعات والزائرات وطالبات العلم على فترتين صباحية ومسائية.
9. قسم التزويد: يتولى مسؤولية ومهام بناء وتنمية المجموعات وفقا للسياسة التي وضعتها الإدارة بالتنسيق مع المسؤولين بالرئاسة العامة لشؤون المسجد الحرام والمسجد النبوي.
10. قسم الفهرسة والتصنيف: يقوم بعمليات التحليل والوصف الببليوجرافي للكتب على شكل بطاقات ووضعها في الأدراج بعد ترتيبها أبجديا.
11. قسم الإهداء والتبادل: يهدف إلى إثراء مقتنيات المكتبة من خلال التبادل وتمكين رواد المكتبة من الاستفادة من النسخ المكررة والتي أعدت للتبادل، ويتم التبادل مع الأشخاص أو المؤسسات العلمية.
12. قسم التجليد: يقوم بتجليد الكتب الجديدة وتجديد تجليد الكتب القديمة.
13. قسم العلاقات العامة: يقوم باستقبال الزوار والوفود الطلابية، ويصحبونهم في جولات معرفية بالمكتبة.
14. قسم التعقيم والترميم: يعتبر أحد أهم الأقسام والذي اكتمل العمل به وأصبح يتولى ترميم المخطوطات والكتب القديمة وتعقيمها.
15. المكتبة المرئية: وفرت المكتبة بعض المراجع المخزنة على أقراص تيسيرا وتسهيلا للباحثين للوصول إلى ما يريدون.
16. قسم المكتبة الإلكترونية: هي لتلبية احتياجات الزائر والباحث من خلال مصادر معلوماتية إلكترونية في الداخل والخارج.[10]

## أشهر من عمل بالمكتبة العامة
محمود شكري بن إسماعيل بن عمر بن أحمد النقشبندي الشهير بحافظ كتب أو كتبخانة المتوفى سنة 1304هـ/1886م من أشهر الشخصيات العلمية التي عملت في الحرم المكي، وكان يُصرف له راتب شهري من الدولة العثمانية، واستفاد العالم محمود شكري من علمه كثيراً.

## المكتبة وحكام آل سعود
اهتم الملك عبد العزيز آل سعود بالمكتبة، إذ تم تكوين لجنة من العلماء لدراسة أحوالها، وأطلق عليها في عام 1357هـ/1938م بمكتبة الحرم المكي الشريف، وقد توالت اهتمامات ابنائه بالمكتبة من بعده حتى أن الأمير سلطان بن عبدالعزيز آل سعود رحمهُ الله أهدى مكتبة الحرم المكي الشريف، ومكتبة المسجد النبوي مجموعة من الصور الأصلية النادرة التي تختص بالحرمين الشريفين والمدينتين المقدستين مكة المكرمة والمدينة المنورة، والتي أُلتقطت بواسطة المصور محمد صادق بيك عام 1298هـ/1880م

## المكتبات الخاصة
تضم مكتبة الحرم المكي الشريف عدة مكتبات خاصة أوقفها أصحابها على مكتبة الحرم المكي الشريف ومن هذه المكتبات:
- مكتبة عبد الستار الدهلوي المتوفى عام 1355 هـ: تحتوي مكتبة الشيخ الدهلوي على 1850 كتابا بين مخطوط ومطبوع، ومعظمها بخط يده، وقد انتقلت هذه المكتبة بعد وفاته إلى أخيه بناء على وصيته، وقد ضمت لمكتبة الحرم بعد وفاته.
- مكتبة الكيلاني: هي مكتبة خاصة به، وقد ضمت لمكتبة الحرم بعد وفاته في عام 1367هـ وقد كانت في السابق لدى هيئة عين زبيدة، وبلغ عدد مجلداتها 938 كتابا مطبوعا وقليل من المخطوطات في مختلف الدراسات الإسلامية واللغة العربية.
- مكتبة عبد الوهاب الدهلوي المتوفى عام 1381 هـ.
- مكتبة عبد الرحمن المعلمي المتوفى عام 1386 هـ، أحد أمناء المكتبة الذين تعاقبوا عليها، وقد ضمت مكتبته إلى مكتبة الحرم عام 1387هـ، وقد بلغت محتوياتها 642 كتابا مطبوعا، ومنها مخطوطات مصورة لأهم المخطوطات النادرة.
- مكتبة الحسن بن علي الإدريسي: وقد أهديت لمكتبة الحرم عام 1387 هـ، وقد بلغت محتوياتها 62 كتابا.
- مكتبة عبد الغني زمزمي المتوفى عام 1388 هـ.
- مكتبة عمر الذبيـبي المتوفى عام 1394 هـ.
- مكتبة عبد المهيمن أبو السمح، المتوفى عام 1399 هـ.
- مكتبة إسماعيل حريري المتوفى عام 1405 هـ.
- جزء من مكتبة عبد المحسن بن عبد العزيز المتوفى عام 1405 هـ.
- مكتبة عبد الملك آل الشيخ المتوفى عام 1404 هـ: وقد بلغت محتوياتها 2673 كتابا.
- مكتبة محمد أحمد فقي المتوفى عام 1407 هـ.
- مكتبة ياسين العظمة المتوفى عام 1406 هـ.
- مكتبة هاشم الزين السباك المتوفى عام 1408 هـ.
- مكتبة أحمد العربي المتوفى عام 1409 هـ.
- مكتبة عبد الرحيم بن عبد الله بن صديق المتوفى عام 1408 هـ: تعتبر هذه المكتبة من أهم المكتبات في مكة المكرمة حيث أنها تحتوي على مجموعة نادرة من المصورات المخطوطة والكتب المطبوعة القيمة في العلوم الشرعية وخاصة علوم الحديث وتراجم رجاله، واللغة العربية وأدابها والسيرة النبوية والتاريخ الإسلامي والتراجم، ويقدر عددها بحوالي 1.670 عنوان في أكثر من ستة آلاف مجلد من الكتب المطبوعة النادرة، وحوالي ألف وخمسمائة مصورة ورقية كتب خطي. قام الشيخ عبد الرحيم بجمعها من مناطق عديدة من العالم الإسلامي ودول أوروبا وأمريكا، وذلك عن طريق الشراء أو التصوير أو التبادل العلمي. قامت جامعة أم القرى بتصوير الكتب والمصورات النادرة من المكتبة للمكتبة المركزية بالجامعة، وذلك حتى تعم الفائدة بها وتنتشر المعرفة. تم فهرسة المخطوطات في مجلدين الأول للمجاميع والثاني للكتب الكاملة من اعداد منصور النقيب وعبد الرحمن الحذيفي.[14]
- جزء من مكتبة عبد الله بن دهيش المتوفى عام 1406 هـ.
- مكتبة الشنقيطي المتوفى عام 1419 هـ.
- مكتبة سليمان بن عبيد المتوفى عام 1416 هـ.
- مكتبة علي الهندي المتوفى عام 1419 هـ.
- مكتبة محمد صالح ألطف وضمت إلى المكتبة عام 1421 هـ.

## وصلات خارجية
- مكتبة الحرم المكي الشريف.. وعاءٌ للمعرفة ومحضنٌ ثقافي للباحثين وطلاب العلم.
- عرض محتوى المخطوطات القديمة في مكتبة الحرم المكي الشريف